# Vyšné Ladičkovce
Vyšné Ladičkovce (bis 1927 slowakisch Vyšné Ladiškovce; ungarisch Felsőlászlófalva – bis 1907 Felsőladiskóc) ist eine Gemeinde im Osten der Slowakei mit 180 Einwohnern (Stand: 31. Dezember 2024), die zum Okres Humenné, einem Kreis des Prešovský kraj, gehört. Sie ist Teil der traditionellen Landschaft Zemplín.

## Geographie
Die Gemeinde befindet sich in den Niederen Beskiden am Übergang vom südwestlich gelegenen Bergland Ondavská vrchovina in das nordöstlich liegende Bergland Laborecká vrchovina, im Tal des Baches Ľubiška im Einzugsgebiet des Laborec. Das Ortszentrum liegt auf einer Höhe von 240 m n.m. und ist 16 Kilometer von Humenné entfernt.
Nachbargemeinden sind Hrubov im Norden, Hrabovec nad Laborcom und Koškovce im Nordosten, Hankovce im Osten, Nižné Ladičkovce im Südosten und Süden, Sopkovce im Südwesten, Baškovce im Westen und Turcovce im Nordwesten.

## Geschichte
Vyšné Ladičkovce wurde zum ersten Mal 1427 als Felso Vladicska schriftlich erwähnt, weitere historische Bezeichnungen sind unter anderen Wisny Ladiczkowcze (1773) und Wissné Ladičkowce (1786). Das Dorf war Teil des Herrschaftsgebiets von Humenné, ab dem 17. Jahrhundert war es Besitz der Familie Klobusiczky, gefolgt von der Familie Dernath im 18. und dem Geschlecht Andrássy im 19. Jahrhundert. 1557 wurden fünf Porta verzeichnet, 1715 gab es 12 verlassene und 17 bewohnte Haushalte. 1787 hatte die Ortschaft 34 Häuser und 286 Einwohner, 1828 zählte man 48 Häuser und 360 Einwohner, die als Waldarbeiter und Weber tätig waren. Von 1900 bis 1910 wanderten viele Einwohner aus.
Bis 1918 gehörte der im Komitat Semplin liegende Ort zum Königreich Ungarn und kam danach zur Tschechoslowakei beziehungsweise heute Slowakei. In der Zeit der ersten tschechoslowakischen Republik waren die Einwohner als Landwirte und Weber beschäftigt. Während des Slowakischen Nationalaufstandes agierten Partisanengruppen in der Gegend, danach setzten NS-deutsche Truppen den Ort in Brand. Nach dem Zweiten Weltkrieg pendelte ein Teil der Einwohner zur Arbeit in Betriebe in Humenné, die örtliche Einheitliche landwirtschaftliche Genossenschaft (Abk. JRD) wurde 1960 gegründet. Der Ort wurde 1958 elektrifiziert.

## Bevölkerung
| Jahr                | 1994 | 2004    | 2014     | 2024     |
| ------------------- | ---- | ------- | -------- | -------- |
| Anzahl der Personen | 262  | 236     | 206      | 180      |
| Unterschied         |      | −9,92 % | −12,71 % | −12,62 % |

| Jahr                | 2023 | 2024    |
| ------------------- | ---- | ------- |
| Anzahl der Personen | 184  | 180     |
| Unterschied         |      | −2,17 % |

Nach der Volkszählung 2011 wohnten in Vyšné Ladičkovce 216 Einwohner, davon 214 Slowaken und ein Russine. Ein Einwohner machte keine Angabe zur Ethnie.
208 Einwohner bekannten sich zur römisch-katholischen Kirche, vier Einwohner zur griechisch-katholischen Kirche sowie jeweils zwei Einwohner zur Evangelischen Kirche A. B. und zur orthodoxen Kirche. Bei zwei Einwohnern wurde die Konfession nicht ermittelt.

## Bauwerke und Denkmäler
- römisch-katholische Kirche Himmelfahrt des Herrn

## Verkehr
In Vyšné Ladičkovce endet die Cesta III. triedy 3843 („Straße 3. Ordnung“) von Ľubiša (Anschluss an die Cesta II. triedy 559 („Straße 2. Ordnung“)) und Nižné Ladičkovce heraus. Der nächste Bahnanschluss ist in Ľubiša an der Bahnstrecke Michaľany–Łupków.